# David Vergé
David Vergé (* 10. Januar 1972 in La Fère) ist ein französischer Politiker. Er war von 2012 bis 2013 Abgeordneter der Nationalversammlung und von 2017 bis 2019 Präsident der Territorialversammlung von Wallis und Futuna.
Vergé kandidierte bei den Parlamentswahlen 2012 als Divers droite im französischen Überseegebiet Wallis und Futuna. Mit 28,8 Prozent der Stimmen erreichte er gemeinsam mit zwei linken Kandidaten die zweite Runde der Wahl. In dieser konnte er sich mit 41,6 % und einem knappen Vorsprung vor dem Zweitplatzierten Linken Kulimoetoke (41,0 %) und den bisherigen Abgeordneten Albert Likuvalu (17,4 %) durchsetzen. Im Parlament engagierte er sich vor allem in Angelegenheiten, die die Überseegebiete betrafen. Durch eine Entscheidung des Conseil constitutionnel im Januar 2013 wurde ihm das Mandat wieder entzogen. Als Begründung nannte das Gericht Unregelmäßigkeiten bei der Finanzierung seiner Wahlkampfkampagne. Darüber hinaus wurde Vergé für ein Jahr das passive Wahlrecht entzogen, sodass er bei der Nachwahl im März nicht erneut kandidieren konnte. Bei der Neuwahl unterlag seine Ehefrau dem früheren Senator für Wallis und Futuna, Napole Polutélé, der das Mandat für Wallis und Futuna in der Nationalversammlung erhielt.
Bei der Wahl der Territorialversammlung von Wallis und Futuna 2017 am 26. März 2017 erlangte David Vergé als Mitglied der Liste Wallis-et-Futuna Ensemble eins der drei Mandate für den Distrikt Hahake in Uvea und gehört in der Territorialversammlung den divers droite an. Am 4. April 2017 wurde er von der Territorialversammlung zum Präsidenten der Territorialversammlung gewählt. Am 29. November 2019 wurde er in dieser Funktion durch Atoloto Kolokilagi abgelöst.